# Галезе
Галѐзе (на италиански: Gallese) е малко градче и община в Централна Италия, провинция Витербо, регион Лацио. Разположено е на 135 m надморска височина. Населението на общината е 3200 души (към 2010 г.).